# اختلال شناختی خفیف
اختلال شناختی خفیف (انگلیسی: Mild Cognitive Impairment)، یک اختلال عصبی است که در افراد مسن رخ می‌دهد و شامل اختلالات شناختی همراه با اختلالات جزئی در فعالیت‌های روزمرهٔ زندگی می‌شود؛ همچنین به عنوان زوال عقل اولیه و اختلال حافظهٔ منزوی شناخته شده‌است. شروع و تکامل اختلالات شناختی در MCI مبتنی بر سن و تحصیلات فرد است، اما این دو ویژگی برای تعیین میزان اختلالات در فعالیت‌های روزمره به اندازهٔ کافی کارآمد نیستند. این ممکن است به عنوان یک مرحلهٔ گذار بین پیری طبیعی و زوال عقل رخ دهد. علت این اختلال هنوز مشخص نیست. همچنین این بیماری قابل پیشگیری و درمان نیست.

## انواع

### MCI آمنستیک
MCI می‌تواند علائم مختلفی داشته باشد که اگر با از دست دادن حافظه همراه باشد، اختلال شناختی آمنستیک نامیده می‌شود و اغلب به عنوان یک مرحلهٔ مقدماتی از بیماری آلزایمر در نظر گرفته می‌شود. مطالعات نشان می‌دهد که نرخ احتمال پیشرفت بیماری ۱۰٪ تا ۱۵٪ در سال است.
آلزایمر را می‌توان به دو دستهٔ تک حوزه و چند حوزه تقسیم کرد. افرادی که چند حوزه هستند، در چند حوزهٔ اصلی تفکر دچار اختلال می‌شوند ولی افرادی که تک حوزه هستند، در یک حوزه از تفکر دچار اختلال می‌شوند.

### MCI غیر آمنستیک
یک اختلال شناختی خفیف است که در آن اختلالات در حوزه‌هایی غیر از حافظه (به عنوان مثال، زبان، دیداری-فضایی، عملکرد اجرایی) برجسته‌تر است. این نوع اختلال ممکن است بیشتر به‌عنوان MCI تک‌دامنه‌ای غیرنامنستیک یا چند دامنه‌ای تقسیم شود و اعتقاد بر این است که این افراد احتمال بیشتری برای تبدیل شدن به دمانس‌های دیگر (مثلاً زوال عقل با اجسام لویی) دارند.

## علت‌ها
طبق نظر برخی از متخصصان، اختلال شناختی خفیف (MCI) ممکن است ناشی از تغییر در مغز باشد که در مراحل اولیه بیماری آلزایمر یا سایر گونه‌های زوال عقل ایجاد شود. با این حال، علت دقیق MCI هنوز معلوم نیست.
عوامل خطرزای زوال عقل و MCI یکسان در نظر گرفته می‌شوند. مهم‌ترین آن‌ها پیری، علل ژنتیکی (ارثی) آلزایمر یا سایر زوال عقل و ابتلا به بیماری‌های قلبی عروقی می‌باشد.

### آسیب اکسیدکننده
در افراد مبتلا به MCI، آسیب اکسیدکننده در DNA هسته و میتوکندری مغز، افزایش یافته‌است. در بررسی یک نشانگر حیاتی از آسیب DNA، تشخیص داده شده‌است که 8-hydroxyguanine در DNA هستهٔ لوب پیشانی و گیجگاهی و در DNA میتوکندری لوب گیجگاهی افراد مبتلا به MCI در مقایسه با افراد تحت کنترل همسن، افزایش یافته‌است. دیگر مراکز اکسیداسیون DNA در مغز افراد مبتلا به MCI نیز افزایش یافته‌است. این یافته‌ها نشان می‌دهد که آسیب اکسیداتیو به DNA در اولین مرحلهٔ قابل تشخیص بیماری آلزایمر رخ می‌دهد و بنابراین می‌تواند نقش مهمی در پاتولوژی (آسیب شناسی) این بیماری داشته باشد.

## تشخیص
تشخیص MCI نیاز به ارزیابی‌های بالینی متعددی دارد و یک ارزیابی بالینی جامع شامل مشاهدات بالینی، تصویربرداری عصبی، آزمایش خون و آزمایش‌های روانشناختی-عصبی است که بیماری بتواند به درستی تشخیص داده شود.
MCI وقتی تشخیص داده می‌شود که بیمار دارای علائم
1. نقص حافظه
2. حفظ توانایی‌های شناختی و عملکردی عمومی
3. عدم وجود زوال عقل

باشد.

## آسیب‌شناسی عصبی
شواهد حاکی از این است که اگرچه بیماران amnestic MCI معیارهای آسیب‌شناسی عصبی برای بیماری آلزایمر را ندارند، ولی ممکن است در مرحلهٔ انتقال به بیماری آلزایمر قرار بگیرند. در بیمارانی که در مرحلهٔ انتقال قرار گرفته‌اند، آمیلوئید به صورت پخش شده در نوقشر و در مفاصل نوروفیبریلاسیون در لوب گیجگاهی میانی دیده شده‌است. از سوی دیگر، بسیاری از افراد مبتلا به انسداد نوروفیبراسیون بدون آمیلوئید، یک الگو به نام تئوپاتی وابسته به سن اولیه (primary age-related tauopathy) ایجاد می‌کنند.
شواهد در حال اثباتی وجود دارد که ام آر آی می‌تواند زوال عقل را از اختلال شناختی خفیف تا بیماری آلزایمر کامل با استفاده از نمایش میزان کاهش مادهٔ خاکستری مغز تشخیص دهد. یک روش به نام تصویربرداری ترکیب پیتزبورگ بی با استفاده برش نگاری با گسیل پوزیترون برای نشان‌دادن موقعیت و شکل رسوبات بتاآمیلوئیدی در افراد زنده وجود دارد که از یک ردیاب C11 که به صورت انتخابی به چنین رسوباتی وابسته است، استفاده می‌کند. چنین ابزارهایی می‌توانند تا حد زیادی به تحقیقات بالینی برای درمان کمک کنند.

## درمان
هیچ داروی مورد تأیید سازمان غذا و دارو (آمریکا) برای درمان اختلال شناختی خفیف وجود ندارد (تا ژانویه سال ۲۰۱۸). علاوه بر این، هیچ شواهد قابل قبولی وجود ندارد که نشان از اثربخشی داروها یا مکمل‌های غذایی برای بهبود علائم شناختی در افراد مبتلا به اختلال شناختی خفیف داشته باشد. بعضی از شواهد نشان می‌دهند که ورزش منظم برای بهبود علائم شناختی این بیماری اثربخش و مفید است کارآزمایی بالینی که اثربخشی ورزش‌درمانی را برای MCI تأیید کرد، شامل یک دورهٔ شش‌ماهه و دو بار در هفته انجام تمرینات ورزشی منظم بود. تعداد کمی از شواهد، نشان دهندهٔ اثربخشی آموزش شناختی برای بهبود افراد مبتلا به اختلال شناختی خفیف است. با توجه به ناهمگونی مطالعاتی که در زمینهٔ تأثیر آموزش شناختی بر افراد مبتلا به MCI وجود دارد، هیچ مداخلات شناختی خاصی وجود ندارد که نشانه‌هایی حاکی از بهتربودن یکی از انواع آموزش‌های شناختی داشته باشد.
آکادمی مغز و اعصاب آمریکا (ANN) در ژانویهٔ ۲۰۱۸ دستورالعملی دربارهٔ اختلال شناختی خفیف منتشر و اعلام کرد که متخصصان بالینی باید عوامل خطرزای قابل تغییر را در افراد مبتلا به MCI شناسایی کنند، اختلالات عملکردی را ارزیابی کنند، درمان‌های مربوط به نشانه‌های رفتاری یا عصبی را ارائه دهند و وضعیت شناختی فرد را در طول زمان بررسی و کنترل کنند. همچنین اظهار داشت که داروهایی که باعث اختلال شناختی می‌شوند، باید در صورت امکان متوقف شوند. از آن جایی که MCI ممکن است به سمت بیماری آلزایمر پیشروی کند، درمان‌های پیشنهادی برای بیماری آلزایمر، مانند آنتی‌اکسیدان‌ها و مهارکننده‌های استیل کولین استراز به‌طور بالقوه برای بهبود این بیماری مفید می‌باشند؛ با این حال به علت فقدان شواهدی مبنی بر اثربخشی مهارکننده‌های استیل کولین استراز در افراد مبتلا به MCI، طی دستورالعملی توسط ANN اعلام شد که متخصصان بالینی که استیل کولین استراز را برای درمان MCI تجویز می‌کنند، باید به بیماران در مورد عدم وجود شواهدی که از این درمان حمایت کند، اطلاع دهند. این دستورالعمل همچنین بیان کرد که پزشکان باید به افراد مبتلا به MCI توصیه کنند که برای بهبود علائم شناختی، فعالیت بدنی منظم داشته باشند. همچنین به نظر می‌رسد که آموزش شناختی، برخی از علائم شناختی را بهبود می‌بخشد که پزشکان می‌توانند آن را توصیه کنند.
اثربخشی دو دارو که برای درمان بیماری آلزایمر استفاده می‌شدند، برای درمان MCI یا پیشگیری از بیماری آلزایمر کامل بررسی شده‌است. ریواستیگمین قادر به توقف یا کندشدن پیشرفت بیماری آلزایمر یا بهبود عملکرد شناختی افراد مبتلا به MCI نشد؛ دونپزیل نیز تنها مزایای کوتاه مدتی نشان داد و با عوارض جانبی قابل توجهی همراه بود.
در یک مطالعهٔ دو ساله بر روی ۱۶۸ نفر از افراد مبتلا به MCI با مصرف دوز بالای ویتامین یا پلاسبو، نشان داده شد که ویتامین‌ها میزان کوچک شدن مغز را تا پنجاه درصد کاهش می‌دهند. این ویتامین‌ها، اسید فولیک، ویتامین B6 و ویتامین B12 بودند که باعث تولید اسید آمینه هوموسیستئین می‌شدند. سطح بالای هوموسیستئین با افزایش خطر ابتلا به بیماری‌های کاهش شناختی، بیماری زوال عقل و بیماری‌های قلبی عروقی همراه است.
یک مطالعه در سال ۲۰۱۲ نشان داد که ممکن است ارتباطی بین مصرف مواد مغذی و پیشرفت MCI وجود داشته باشد. همچنین گفته شده که یک الگوی غذایی با مصرف زیاد کربوهیدرات‌ها و مصرف کم چربی‌ها و پروتئین‌ها ممکن است خطر ابتلا به MCI یا زوال عقل را در افراد مسن افزایش دهد.
درمان غیر دارویی تجربی برای MCI شامل تحریک مغناطیسی ترانس مغناطیسی و تحریک جریان مستقیم ترانس کرانانیال است. اثربخشی این مداخلات برای درمان MCI هنوز اثبات نشده‌است.

## شیوع
شیوع MCI در سنین مختلف، متفاوت است. شیوع MCI در میان گروه‌های سنی مختلف به شرح زیر است:
۶٫۷٪ برای سنین ۶۰–۶۴ سال،
۸٫۴٪ برای سنین ۶۵–۶۹ سال،
۱۰٫۱٪ برای سنین ۷۰–۷۴ سال،
۱۴٫۸٪ برای سنین ۷۵–۷۹ سال و
۲۵٫۲٪ برای سنین ۸۰–۸۴ سال.
در یک مطالعهٔ دوساله بر روی افرادی که بیش از ۶۵ سال داشتند و مبتلا به MCI بودند، مشخص شد که ۱۴٫۹٪ از آن‌ها به زوال عقل دچار شدند.
در سراسر جهان، تقریباً ۱۶٪ از جمعیت بالای ۷۰ سال دارای نوعی اختلال شناختی خفیف هستند.

## دورنما
MCI معمولاً در زندگی روزمره تداخلی ایجاد نمی‌کند، اما حدود پنجاه درصد از افراد مبتلا به آن در طی پنج سال، به بیماری آلزایمر بسیار شدید دچار می‌شوند. با این حال، برخی از افراد مبتلا به MCI ممکن است دچار تغییری در بیماری نشوند.